# Stenoptinea ornatella
Stenoptinea ornatella är en fjärilsart som beskrevs av William George Dietz 1905. Stenoptinea ornatella ingår i släktet Stenoptinea och familjen äkta malar. Inga underarter finns listade i Catalogue of Life.